# 東洋ファッションデザイン専門学校
東洋ファッションデザイン専門学校（とうようファッションデザインせんもんがっこう）は、学校法人東洋学園が運営する大阪市旭区にある専修学校。

## 学科
- ファッション科
- デザイン科

他に社会人向け・業界経験者向けコース

## 所在地
- 〒535-0021 大阪市旭区清水1-1-6

最寄り駅は、京阪森小路駅